# Thunderbolt (interfész)
A Thunderbolt (jelentése: villámcsapás, korábbi kódneve: Light Peak) egy Intel által fejlesztett nagy sebességű optikai kábeltechnológia kódneve, melynek célja elektronikai eszközök számítógépes buszon való összekötése. Sávszélessége kezdetben 10 Gbps lesz, ami várhatóan 100 Gbps-ig skálázódik majd. Univerzális megoldásnak szánják, ami képes lesz a jelenlegi SCSI, SATA, USB, FireWire és HDMI buszok csatolófelületét és kábelezését helyettesíteni (magát a buszt meghajtó protokollt nem feltétlenül kell lecserélni, mivel a Light Peaket protokollsemlegesnek tervezték). A felsorolt buszrendszerekhez képest a Light Peak jóval gyorsabb, nagyobb hatótávolságú, kisebb helyet foglal el és protokollsemlegessége miatt rugalmasabbnak is mondható.
A Light Peak célja a PC-ket és a perifériákat összekapcsoló különböző interfészek számának csökkentése. Az USB létrehozásakor is ez volt a cél, sikeresen le is cserélt több régi technológiát, köztük a PS/2 csatlakozót, a párhuzamos portot (Cetronics nyomtatóport). A növekvő sávszélességigénnyel azonban az USB (a 2.0 változatig mindenesetre) nem volt képes lépést tartani, ez vezetett a nagy teljesítményre képes E-SATA és Display Port kifejlesztéséhez. A Light Peak sávszélessége elegendő az összes ilyen rendszer igényeinek kiszolgálásához, sok esetben akár egyetlen kábelre láncba fűzött (daisy chain) eszközökkel, egyidejűleg több protokollt használva, kétirányú adatforgalom mellett. A Light Peak az USB 3.0 konkurenciájának is tekinthető – a Light Peaket fejlesztő Intel USB 3.0-at is tartalmazó termékei csak 2011-ben fognak megjelenni.

## Leírás

### ClearCurve
A hagyományos optikai szálak éles szögben való meghajlásakor a bennük utazó fény egy része kijut a szálból, a jelerősség gyengül.
Az üvegszál viszonylag egyszerűen kihúzható a már létező infrastruktúrát (liftaknák, csatornák) felhasználva. Általában az üvegszálat mechanikai védelemmel veszik körbe, ami a sérülések elkerülése mellett a túlzott meghajlást is megakadályozza. Emiatt otthoni alkalmazása (FTTH, Fiber-to-the-home, üvegszál a házig) nem túl praktikus, mivel a falak találkozásánál kis ívű, derékszögű kanyarokat kéne megtennie. Corning állítása szerint egy átlagos lakásban az optikai hálózat telepítéséhez tizenkétszer kellene 90°-os szögben hajlítani az üvegszálat, ami után a jel szinte teljesen nullára redukálódna. Ezért van, hogy a legtöbb esetben az üvegszálat csak valamilyen jól hozzáférhető helyiségig vezetik el, ahol aztán rézkábelen futó elektromos jellé konvertálják.
Ugyanezek az okok akadályozzák az üvegszál elterjedését a fogyasztói elektronikai és számítógépes piacokon. A fogyasztói piacon az egyik első alkalmazó a TOSLINK digitális hi-fi hangátviteli rendszere volt. A számítógépek esetében a nagy hajlítási sugár azt jelenti, hogy igazán csak külső buszrendszereknél használható fel az üvegszál, és csak olyan esetekben éri meg használni, ahol nagy sávszélességre van szükség, ilyen a Fibre Channel és egyes szuperszámítógépek hálózati rendszerei.
2007 júliusában a Corning Incorporated bejelentett egy újfajta optikai szálat; a ClearCurve-ben nanostruktúrás fényvisszaverő felületeket alkalmaznak, hogy a fény a szűken meghajlított szálat se hagyja el. A Corning eredetileg a Fiber-to-the-home piacot célozta meg a termékkel. A ClearCurve behúzható ugyanazokra a helyekre, ahol a meglévő rézvezetékek futnak, de fizikailag kisebb helyet foglal el, és nagyobb a sávszélessége. Még az egymódusú, egy átviteli frekvenciát használó változat is képes 25 Gbps maximális sebességre.

### Light Peak
A fent említett előnyös tulajdonságok asztali számítógépes környezetben is jó szolgálatot tesznek. Míg a régebbi üvegkábelek a fizikai védelem miatt viszonylag vaskosak, a ClearCurve a vágások, bemetszések elleni védelmen kívül mást nem igényel, így a kábel sokkal vékonyabb lehet. A hagyományos védelem helyett rugalmas, összefont rézborítást alkalmaznak, ami a fizikai védelem mellett akár az eszközök áramellátását is biztosíthatja. Az eredményül kapott kábelek vékonyabbak a megszokott USB kábeleknél, inkább az egerek kábelének vékonyságához hasonló. A Light Peak kábelen egy pár üvegszál fut végig, külön a bejövő és kimenő irányú forgalomhoz. Ez azt jelenti, hogy a Light Peak maximális 10 Gbps-es sávszélességét egyszerre mindkét irányban ki lehet használni.
A prototípus-rendszerbe két alaplapi kontrollert szereltek, melyek mindegyike 2-2 kétirányú buszt tudott kezelni; ezek négy külső csatlakozóhelyre voltak bekötve. A kontrollerekből kijövő üvegszálpárokat egy-egy csatlakozóba vezették, ahol a tápcsatlakozást külön kábelezéssel adták hozzájuk. A prototípusban a fizikai csatlakozó a jelenlegi USB vagy FireWire csatlakozókhoz hasonlított.
Az Intel kijelentette, hogy a Light Peak protokollfüggetlen, így képes az eltérő átviteli közeg ellenére támogatni a meglévő szabványokat. Keveset tudni a protokollokról vagy az ütközések (timing contention) feloldásának módjáról. Az Intel állítása szerint a Light Peak sebessége egyaránt megfelel a háttértárak, kijelzők, hálózati eszközök számára, és a sebességét akár 100 méteres kábelhossznál is képes megőrizni. Az eddigi rendszerekhez képest előnyként emelik ki, hogy a Light Peaket használó rendszerekben kevesebb és kisebb méretű csatlakozót kell használni, a hosszabb és vékonyabb kábeleket, a nagyobb sávszélességet, és az egy kábelen több protokoll egyidejű használatának lehetőségét.
Az eszközlánc egy fontos eleme, amit még nem mutatott be az Intel, az az eszközoldali Light Peak-kontroller. Az USB esetében egyetlen kontroller tartalmazhatja a tápellátással kapcsolatos áramköröket, az USB eszközkezelését megvalósító logikát, emellett a kereskedelmi forgalomban kapható (COTS), egyedi vagy programozható logikát, ami az eszköz tényleges meghajtását szolgálja. Egy egyszerűbb USB eszköz megépíthető egy csatlakozóból, egy meghajtócsipből és az általuk meghajtott hardverből: egy számítógépes egér jó példa olyan rendszerre, ami gyakorlatilag egyetlen, kereskedelmi forgalomban beszerezhető csip megvalósít. Egy hasonló, egycsipes megoldásra bizonyára nagy igény lesz a Light Peak esetében is, de az Intel ezidáig csak annyit közölt, hogy iparági partnereivel dolgoznak ennek a megvalósításán. Az Intel a Light Peak technológiát majd előállító cégek között felsorolta a következőket: Foxconn, Foxlink, Avago, SAE Magnetics, IPtronics, Corning, Elaser és Ensphere Solutions.

## Története

### Bemutatkozás
Bár a Light Peak fejlesztése még nem záródott le, az Intel egy teljesen működőképes rendszert demonstrált a 2009-es Intel Developer Forumon (IDF). A demó egy Mac Pro alaplap-prototípuson futott, és egyetlen 30 m-es Light Peak-kábelen két 1080p videofolyamot, LAN-hálózatot és háttértárolókat tettek elérhetővé. Az IDF-en bemutatott, a kontrollert, a modulátort és a csatlakozót is tartalmazó Light Peak-modul mérete mindössze 12×12 milliméteres volt, a felhasznált kábelben pedig az optikai szál vastagsága kb. az emberi hajszállal megegyező, 125 mikrométeres volt. A show során az Intel azt állította, hogy még 2010 folyamán meg fognak jelenni az első Light Peakkel felszerelt rendszerek.

## Karakterisztika
A Light Peak a következő jellemzőkkel rendelkezik:
- 10 Gb/s optikai kábelen (legfeljebb 100 méter hosszúságú)
- Több eszközt köt össze egyidejűleg
- Több protokollt kezel egyszerre
- Kétirányú átvitel
- Quality of service-implementáció (az adattovábbítás különböző szintjeinek biztosítása, a szükséges sávszélesség lehetőség szerinti garantálása)
- Menet közben kihúzható-bedugható (hot swapping)
- Az Intel dolgozik az optikai szál és a rézkábel kombinálásán, hogy a Light Peak az eszközök tápellátását is biztosíthassa majd.[19]

## Fordítás
- Ez a szócikk részben vagy egészben a Light Peak című angol Wikipédia-szócikk ezen változatának fordításán alapul.  Az eredeti cikk szerkesztőit annak laptörténete sorolja fel. Ez a jelzés csupán a megfogalmazás eredetét és a szerzői jogokat jelzi, nem szolgál a cikkben szereplő információk forrásmegjelöléseként.

## Külső hivatkozások
- Light Peak technológia az Intel honlapján
- HWSW: Jövőre jön a 10 gigabites optikai összeköttetés a PC-kbe